# Celtic Woman: A Celtic Christmas
A Celtic Christmas es un álbum recopilatorio de la agrupación musical femenina Celtic Woman publicado el 25 de noviembre de 2011 exclusivamente en Alemania.
Las vocalistas intérpretes en A Celtic Christmas son Chloë Agnew, Lisa Kelly, Lisa Lambe, Órla Fallon, Méav Ní Mhaolchatha, Lynn Hilary y la violinista Máiréad Nesbitt. La mayoría de las canciones y temas instrumentales fueron extraídos de sus lanzamientos previos (como A Christmas Celebration y Lullaby), y es el tercer álbum con temática navideña (no oficial internacionalmente) del conjunto. En este álbum se aprecian nuevos temas entre ellos An Angel y There Must Be An Angel, más dos temas en vivo extraídos de su primera presentación en el Teatro Helix en Dublín el 15 de septiembre de 2004

## Lista de temas
| CD    |                                                       |                                               |          |  |
| N.º   | Título                                                | Intérprete(s)                                 | Duración |  |
| 1.    | «An Angel»                                            | Agnew, Lambe, Nesbitt                         | 3:36     |  |
| 2.    | «There Must Be An Angel (Playing With My Heart)»      | Agnew, Lambe, Nesbitt                         | 4:30     |  |
| 3.    | «O Holy Night»                                        | Agnew, Fallon, Kelly, Nesbitt, Ní Mhaolchatha | 4:26     |  |
| 4.    | «Ding Dong Merrily On High»                           | Agnew, Fallon, Kelly, Nesbitt, Ní Mhaolchatha | 2:47     |  |
| 5.    | «Away In A Manger»                                    | Órla Fallon                                   | 2:32     |  |
| 6.    | «White Christmas»                                     | Agnew, Kelly, Ní Mhaolchatha                  | 3:22     |  |
| 7.    | «Silent Night»                                        | Nesbitt, Ní Mhaolchatha                       | 3:26     |  |
| 8.    | «Have Yourself A Merry Little Christmas»              | Agnew, Fallon, Kelly, Nesbitt, Ní Mhaolchatha | 2:27     |  |
| 9.    | «O Come All Ye Faithful»                              | Agnew, Fallon, Kelly, Nesbitt, Ní Mhaolchatha | 3:52     |  |
| 10.   | «The Little Drummer Boy»                              | Agnew, Fallon                                 | 3:48     |  |
| 11.   | «Stay Awake»                                          | Agnew, Hilary, Kelly, Nesbitt                 | 3:22     |  |
| 12.   | «Suantraí»                                            | Lynn Hilary                                   | 3:19     |  |
| 13.   | «Walking In The Air»                                  | Chloë Agnew                                   | 3:39     |  |
| 14.   | «When You Wish Upon A Star»                           | Kelly, Nesbitt                                | 3:16     |  |
| 15.   | «Baby Mine»                                           | Chloë Agnew                                   | 3:10     |  |
| 16.   | «Hush Little Baby»                                    | Lisa Kelly                                    | 0:50     |  |
| 17.   | «Harry's Game (Live From The Helix, Dublin, Ireland)» | Órla Fallon                                   | 2:40     |  |
| 18.   | «Ave Maria (Live From The Helix, Dublin, Ireland)»    | Agnew, Fallon                                 | 3:07     |  |
| 58:14 |                                                       |                                               |          |  |